# Портальбера
Портальбера (итал. Portalbera) — коммуна в Италии, находится в регионе Ломбардия, в провинции Павия.
Население составляет 1505 человек (2008), плотность населения составляет 321 чел./км². Занимает площадь 5 км². Почтовый индекс — 27040. Телефонный код — 0385.
В коммуне 15 августа особо празднуется Успение Пресвятой Богородицы.

## Демография
Динамика населения:

## Администрация коммуны
- Официальный сайт: http://www.comune.portalbera.pv.it Архивная копия от 15 мая 2017 на Wayback Machine